# Ikv 91突击炮
Ikv 91突击炮（Infanterikanonvagn 91，意为“91型步兵炮运载车”）是一款高机动性突击炮，旨在满足瑞典陆军的作战要求。它由Hägglund&Söner（现为Hägglunds Vehicle AB）设计和制造，并采用了Pbv 302装甲运兵车的组件。Ikv 91的第一批原型车于1969年完工，生产从1975年持续到1978年，总共生产了212辆。

## 名称
Infanterikanonvagn（如 “91型步兵炮运载车”）是瑞典20世纪40年代后对突击炮的称呼，取代了20世纪40年代短暂使用的stormartillerivagn（意为“突击炮车”）这一称呼，并于1953年推出了Ikv 72突击炮。
名称中的数字91意味着它是瑞典武装部队中第一款采用9厘米口径火炮的突击炮（91=9-1:9厘米炮，该类别中的第一款车）。

## 设计
Ikv 91的布局类似于大型轻型坦克。Ikv 91分为三个主舱室，驾驶员位于车体左前部，战斗舱位于车体中段，发动机舱位于车体后部。

### 武器
主要武器包括一门博福斯KV 90 S 73 90毫米54倍径步兵低压炮，发射破甲弹和高爆弹。炮塔可以抵挡25毫米口径的炮弹。主炮的仰角为+15°，俯角为-10°。主炮上装有抽烟器。Ikv 91的额外武器包括两挺7.62毫米勃朗宁机枪，一挺是同轴机枪，另一挺安装在指挥塔上。炮塔上安装了两门71毫米天琴座照明迫击炮以及一套烟雾弹发射器（通常为12门）。Ikv 91配备了激光测距仪、夜视仪和计算机火控系统，以提高第一轮射击的命中概率。Ikv 91以每分钟8发的速度发射炮弹，其内部可携带59发90毫米弹药。该车还能够在水中射击，水能吸收大部分后座力。炮塔本身有一个小舱口，装填手可以打开该舱口以抛出用过的弹壳。

### 机动性
凭借宽阔的履带和高功重比，Ikv 91拥有非常好的越野机动性。低对地面压力使Ikv 91能够在夏季的针叶林和冬季的雪地中行进。Ikv 91是水陆两栖的，为了防止水进入发动机和机舱，Ikv 91会安装一个挡板，以抵挡迎面而来的浪花。Ikv 91重达16.3吨，共有4名乘员。它由沃尔沃12升330马力柴油发动机提供动力，最高道路速度为每小时65公里（每小时40英里），道路行驶里程约为500公里（310英里）。

## 退役

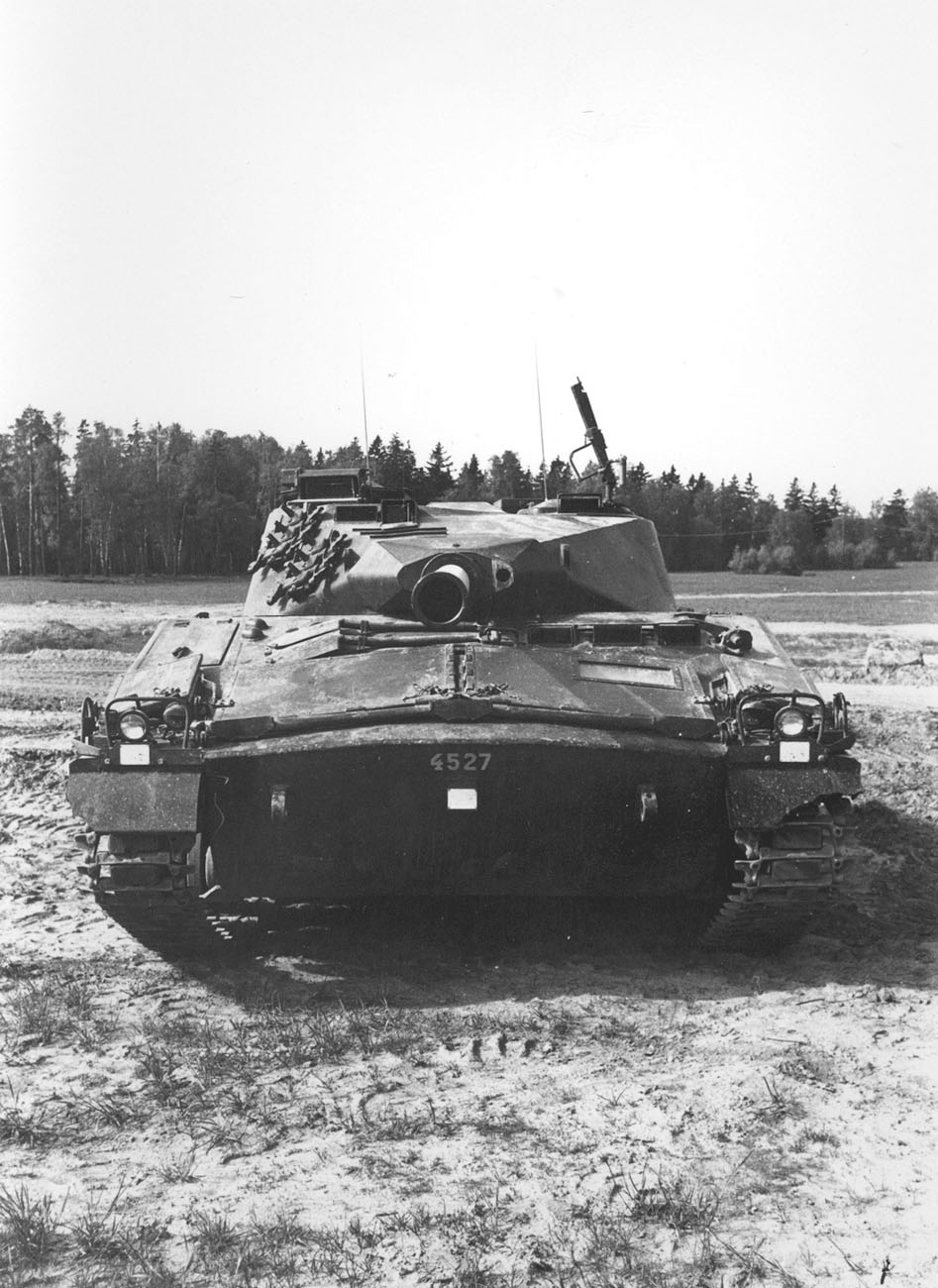
正面视图

Ikv 91在1990年代末至2000年代初因预算削减而从瑞典军队退役，部分被CV90装甲战斗车和豹2坦克取代。现役时，Ikv 91被分配到瑞典步兵旅，该步兵旅有一个突击炮连，每个连有12辆Ikv 91。第 10 机械化旅在20世纪80年代有两个连。在20世纪80年代末和20世纪90年代初，第10机械化旅的Ikv 91被百夫长坦克取代。2000年，所有瑞典步兵旅都被解散。

## Ikv 91-105
在1980年代，Iikv 91的发射破甲弹的90毫米炮显然无法胜任与新一代苏联制造的坦克作战的任务，因此瑞典军队计划用105毫米炮取代其90毫米炮，甚至还有安装TOW导弹发射器的计划。然而，这并不符合瑞典的利益，因为它需要进行大量修改和一个新的炮塔。这个想法一直搁置到20世纪90年代，当时它已经过时了，因为Ikv 91的角色可以由新的Strv 122主战坦克和CV90装甲战斗车填补。
除了瑞典的兴趣之外，1983年还制造了一台配备105毫米火炮的原型车出口到印度，简称为Ikv 91-105。主炮是一门完全稳定的莱茵金属Rh 105-11超低后坐力炮，安装在一个新的炮塔中。其重量为18吨，水中速度提高到12公里/小时。它有一个SAAB的红外系统，这使它具有夜战能力。炮手和车长都有监视器，可以操作主炮。
它被用于出口，并通过了印度和美国的测试，但没有被购买。